# Carlo Alfredo Piatti
Carlo Alfredo Piatti, noto anche come Alfredo Piatti (Bergamo, 8 gennaio 1822 – Mozzo, 18 luglio 1901), è stato un violoncellista e compositore italiano.

## Biografia

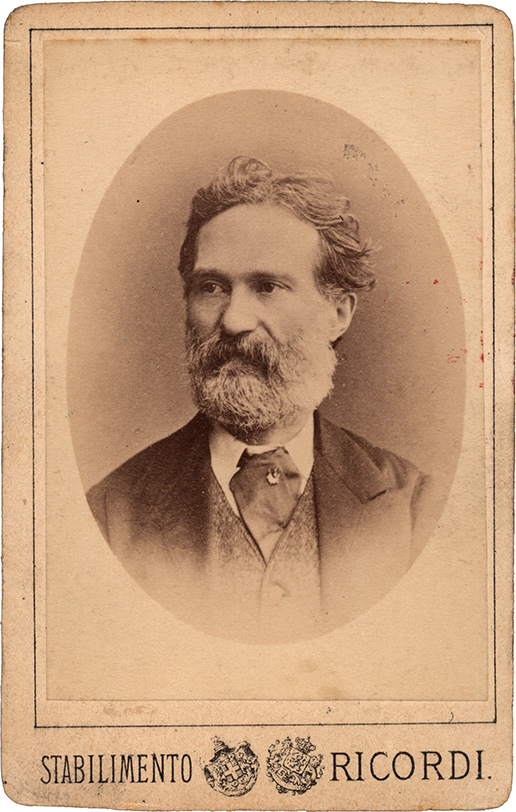
Ritratto di Alfredo Piatti

Carlo Alfredo Piatti nacque l'8 gennaio 1822 in una casa di via Borgo Canale, a Bergamo. Piatti fu indirizzato fin dalla tenera età alla musica dal padre, discreto violinista, tanto che fu ammesso al Conservatorio di Milano nel 1832 dalla stessa commissione che aveva respinto Giuseppe Verdi.
Terminò gli studi a soli 15 anni, quando venne licenziato dal Conservatorio di Milano con la benedizione del maestro:
(Vincenzo Merighi)
L'inizio della sua carriera musicale non fu tra i più brillanti, infatti girò l'Europa tra vari insuccessi fin quando non giunse in Inghilterra, dove fece fortuna grazie anche all'incontro con Felix Mendelssohn e Franz Liszt, che lo definì "un Paganini del violoncello".
Durante la sua attività a Londra partecipò alla prima mondiale de I Masnadieri, dove Giuseppe Verdi impostò il preludio come un assolo di violoncello scritto proprio pensando a Piatti.
Nel 1856, a Wolchester, si sposò con Mary Ann Lucy Welsh, unica figlia di Thomas Welsh, professore di canto, dalla quale ebbe una figlia. Il rapporto terminò qualche anno più tardi con una separazione.
Fino al 1898 Piatti visse a Londra dove si produsse in molteplici concerti con musicisti quali Camillo Sivori, Giovanni Bottesini, Clara Schumann, Charles Hallé, Heinrich Ernst e Henri Vieuxtemps, ottenendo numerosi onori e riconoscimenti internazionali.
Carlo Alfredo Piatti morì giovedì 18 luglio 1901, alle Crocette di Mozzo, nella casa del genero, il conte Carlo Lochis. È sepolto nella Villa Lochis, sul colle omonimo situato nel Comune di Mozzo.
All'italiano è dedicato uno dei migliori violoncelli usciti dall'officina dello Stradivari, che fu regalato nel 1866 al violoncellista e che tuttora porta il suo nome.

## Critica
La critica dell'epoca ci descrive Piatti come un uomo "misurato, sobrio, severo e castigato nello stile" e ancora:

## Composizioni

### Violoncello
- Capriccio sopra un tema della "Niobe" di Pacini op. 22
- Dodici Capricci op. 25

### Violoncello e Pianoforte
- L'Abbandono op. 1
- Air Baskyrs op. 8
- Amour et caprice op. 10
- La Bergamasca op. 14
- Canto di Primavera
- Canzone di Ossian
- Canzonetta
- Capriccio sur de aires de Balfe
- Capriccio sur des aires Gascons
- La corsa
- Danza moresca
- Divertissement sur un air napolitain op. 12
- Elegia per la morte di Cavour
- Entreaty, Supplication, Bitte
- Fantasia Magiara
- Fantasia Romantica op. 27
- Fantasia Scozzese
- Fantasia sopra alcuni motivi della Gemma di Vergy
- Les Fiancés op. 7
- Follia su un'aria di Geminiani
- Gagliarda
- Impromptu on air by Purcell in the Indian Queen
- Introduction et variation sur un thème de Lucia di Lammermoor di Gaetano Donizetti op. 2
- Mazurka sentimentale op. 6
- Minuetto
- Morceau di Cencert
- Notturno op.20
- Passatemps sentimental op.4: n.1 Chant réligieux - n.2 Souvenir d'Ems
- Pioggia d'Aprile
- Une prière. Tema con variazioni op. 3
- Rimembranze del Trovatore di Verdi
- Rondò sulla "Favorita"
- Sérénade Italienne op. 17
- Siciliana op. 19
- Soirées champêtre, n.1: Rêverie - n.2: Berceuse - n.3: Monferrina
- Sonata in Do op. 28
- Sonata in Re op. 29
- Sonata in Fa op. 30
- Sonata in Sol op. 31
- Sonata in La op. 32
- Sonata in Mi op. 33
- Souvenir de Beatrice Tenda
- Souvenir de Linda
- Souvenir de Puritani op. 9
- Souvenir de la Sonnambula op. 5
- La Suédoise op. 11
- Tarantella op. 23
- Tema e variazioni
- Trois airs russes variées op. 16
- The Race - La Corsa

### Violoncello ed Orchestra
- Air Baskyrs op.8
- Entreaty, Supplication, Bitte
- Serenata per due violoncelli e orchestra
- Tema e Variazioni

### Due Violoncelli
- Elegia per la morte di Anton Rubinstein
- Serenata per due violoncelli e orchestra
- Serenata per due violoncelli e pianoforte

### Quattro Violoncelli
- In vacanza